# Cielo nocturno con heridas de fuego
Cielo nocturno con heridas de fuego (en inglés: Night Sky with Exit Wounds) es una colección de poesía de 2016 del poeta y ensayista vietnamita-estadounidense Ocean Vuong. El libro ganó el Premio T. S. Eliot en 2017, lo que lo convirtió en el ganador más joven del premio en ese momento a los 29 años, así como el segundo poeta debutante en recibirlo. El libro también ganó el premio Whiting en 2016.

## Contenido
Vuong y su familia emigraron a Estados Unidos desde Vietnam cuando él tenía dos años. Muchos de los poemas de la colección tienen como tema la guerra de Vietnam, incluido Aubade With Burning City, que trata de la caída de Saigón. Untitled (Blue, Green, and Brown), llamado así por una pintura de Mark Rothko, trata sobre los ataques del 11 de septiembre y la experiencia de Vuong ese día.

## Recepción crítica
Bill Herbert, al reflexionar sobre la selección de la colección de poesía para el Premio T. S. Eliot, comentó: «Hay un misterio en el corazón del libro sobre el karma generacional, esta figura migrante que reconcilia su relación con su pasado, su relación con su padre y su relación con su sexualidad. Todo esto se refleja en unas imágenes extraordinarias. La visión del mundo que ofrece este libro es realmente impactante».
Michiko Kakutani, escribiendo para The New York Times, dijo que la colección "da testimonio magnífico de la propia capacidad del Sr. Vuong para usar la magia de las palabras para evocar y preservar el pasado".
Claire Schwartz, en The Georgia Review, comentó: «Una de las razones por las que la colección debut de Vuong , Night Sky with Exit Wounds, resulta tan exquisita, tan necesaria, es que ofrece otra manera de comprender el momento presente. Vuong se niega a ceder las largas y complejas historias culturales a la ostentación del ahora. Tampoco cederá la escritura de la historia a quienes apuestan por la dominación y el imperio».
Viet Thanh Nguyen, en diaCRITICS de la Diasporic Vietnamese Artists Network's, escribió: "A pesar de todo lo que hemos arruinado —con guerras, abuso doméstico, homofobia, racismo, etc.— Vuong aún tiene esperanza; es precisamente por eso que es el poeta que necesitamos ahora más que nunca. Pone al descubierto nuestras brutales historias y nos dice que sí, podemos hacerlo mejor".
Christopher Soto, escribiendo para Lambda Literary, dijo: «Ocean Vuong es una poeta formalmente inventiva, temáticamente valiente y emocionalmente inteligente, tan digna de la confianza del lector. Hay pocos poetas vivos capaces de transformar la imagen, el lenguaje y el tono como lo hizo Ocean Vuong con esta colección debut».
Peter LaBerge, en Harvard Review, dijo: "Vuong logra con sofisticación y gracia lo que muchos poetas sólo se esfuerzan por lograr: nos invita a experimentar un mundo donde las dificultades y el aislamiento son expectativas... Esta voz, la necesaria y brillante voz de Vuong, nos llena hasta la médula".
Dan López, escribiendo para The Los Angeles Review of Books, dijo: "Pero a pesar de todos sus lamentos, Vuong mantiene la esperanza de una vida que no esté definida por el miedo".

## Reconocimientos
| Año  | Premio                                    | Categoría                  | Resultado   | Ref.   |
| ---- | ----------------------------------------- | -------------------------- | ----------- | ------ |
| 2016 | Goodreads Choice Awards                   | Poesía                     | Nominado    | [ 13 ] |
| 2016 | Whiting Award                             | Poesía                     | Ganador     | [ 14 ] |
| 2017 | Forward Prizes for Poetry                 | Primera colección          | Ganador     | [ 15 ] |
| 2017 | The Kingsley and Kate Tufts Poetry Awards | Kate Tufts Discovery Award | Finalista   | [ 16 ] |
| 2017 | Premio Literario Lambda                   | Poesía gay                 | Lista corta | [ 17 ] |
| 2017 | Publishing Triangle Awards                | Premio Thom Gunn           | Ganador     | [ 18 ] |
| 2017 | T. S. Eliot Prize                         | —                          | Ganador     | [ 19 ] |